# Liste der Ramsar-Gebiete in Paraguay
Die Ramsar-Gebiete in Paraguay bestehen aus sechs Feuchtgebieten mit einer Gesamtfläche von 785.970 ha, die unter der Ramsar-Konvention registriert sind (Stand April 2022). Das nach dem Ort des Vertragsschlusses, der iranischen Stadt Ramsar benannte Abkommen ist eines der ältesten internationalen Vertragswerke zum Umweltschutz. In Paraguay trat die Ramsar-Konvention am 7. Oktober 1995 in Kraft.
Die Ramsar-Gebiete in Paraguay stellen Feuchtgebiete aus verschiedenen Ökosystemen dar und bestehen zum Beispiel aus Grasland und Feuchtwiesen, Laubwäldern und Savannengebieten, Marschland, Flüssen und Flussmündungen, Bächen, Grundwassersystemen, Süßwasser- und Brackwasserlagunen, Salzwasserseen, Teichen und Tümpeln.
Im Folgenden sind alle Ramsar-Gebiete in Paraguay alphabetisch aufgelistet.
| Nr. | Name des Gebiets            | Bild | Ramsar-Gebietsnr. | Ausweisungs- datum | Fläche (ha) | Höhe (m) | Management- plan | Region                          | Lage                     |
| --- | --------------------------- | ---- | ----------------- | ------------------ | ----------- | -------- | ---------------- | ------------------------------- | ------------------------ |
| 1   | Estero Milagro              |      | 731               | 7. Juni 1995       | 25000       | 100      | Ja               | San Pedro                       | 23,88459° S, 57,35962° W |
| 2   | Lago Ypoá                   |      | 728               | 7. Juni 1995       | 100000      | 150      | Ja               | Paraguarí, Ñeembucú und Central | 26,49884° S, 57,55085° W |
| 3   | Laguna Chaco Lodge          |      | 1330              | 20. Okt. 2003      | 2500        | 110      | Ja               | Presidente Hayes                | 22,28338° S, 59,29905° W |
| 4   | Laguna Teniente Rojas Silva |      | 1390              | 14. Juli 2004      | 8470        | 100      | Ja               | Presidente Hayes                | 22,63271° S, 59,05014° W |
| 5   | Río Negro                   |      | 729               | 7. Juni 1995       | 370000      | 80–86    | Ja               | Alto Paraguay                   | 19,86667° S, 58,56667° W |
| 6   | Tifunque                    |      | 730               | 7. Juni 1995       | 280000      | 109–136  | Ja               | Presidente Hayes                | 24,24947° S, 59,49783° W |